# Anastrophyllum fissum
Anastrophyllum fissum là một loài rêu trong họ Anastrophyllaceae. Loài này được Stephani mô tả khoa học đầu tiên năm 1897.